# Ghostery
Ghostery è un'estensione del browser e applicazione mobile rivolta alla privacy e sicurezza. In precedenza di proprietà di Evidon, Inc, a partire da febbraio 2017 è di proprietà della società tedesca Cliqz GmbH. L'estensione è open source sotto licenza MPL 2.0 a partire dall'8 marzo 2018 , precedentemente era rilasciata come software proprietario freeware. Il codice è stato originariamente sviluppato da David Cancell.
Ghostery consente agli utenti di controllare facilmente i tracker JavaScript che, inseriti in molte pagine web e molte volte invisibili all'utente, contribuiscono alla raccolta delle abitudini di navigazione dell'utente o monitorano i comportamenti dell'utente in modo più sofisticato, ad esempio tramite il fingerprint dell'elemento canvas.
A partire dal 2017, Ghostery è disponibile per Mozilla Firefox, Google Chrome, Internet Explorer, Microsoft Edge, Opera, Safari, iOS, Android e Firefox per Android.
Inoltre, il Team di Ghostery raccoglie e crea profili dei tracker rilevati per scopi didattici.

## Funzionalità

### Blocco
Ghostery blocca le richieste HTTP e le reindirizza in base al loro indirizzo di origine in diversi modi:
- Rilevando e bloccando script di monitoraggio di terze parti che vengono utilizzati dai siti web per raccogliere dati sul comportamento dell'utente per la pubblicità, la commercializzazione, l'ottimizzazione del sito e la sicurezza. Questi script, noti anche come "tag" o "trackers", sono la tecnologia sottostante che consente di monitorare i cookie sui browser dei consumatori.
- Curando continuamente una "libreria script", che identifica quando vengono rilevati nuovi script di monitoraggio per bloccarli automaticamente.
- Creando liste bianche di siti web su cui disabilitare il blocco di script di terze parti e consentire altre funzionalità avanzate per configurare e personalizzare l'esperienza degli utenti.

Quando un tracker viene bloccato, qualsiasi cookie piazzato dal tracker è reso non accessibile a nessuno, tranne all'utente, e pertanto non può essere letto in automatico da qualche script.

### Segnalazione
Ghostery riporta tutti i pacchetti di rilevamento rilevati, con indicazione dell'eventuale blocco, in una finestra dei risultati accessibile cliccando sull'apposita icona nel browser. L'estensione può anche mostrare l'elenco dei tracker presenti.
Quando la funzionalità di segnalazione "Ghost rank" è abilitata, Ghostery trasmette il codice HTML completo della pagina visitata a Ghostery, Inc., insieme alle statistiche sui sistemi incontrati e la velocità con cui questi vengono caricati sulla pagina. Questi dati venivano venduti anonimamente alle aziende (vedi "Modello business") prima del 2017.

## Storia e utilizzo
Originariamente Ghostery è stato sviluppato da David Cancel. Ghostery è tra le estensioni per browser popolari per la protezione della privacy. Nel 2014 Edward Snowden ha consigliato di usare Ghostery insieme ad altri strumenti per proteggere la propria privacy online.
Nel febbraio del 2017, Ghostery è stata acquisita da Cliqz GmbH, una società tedesca di proprietà di Hubert Burda Media, che costruisce tecnologie per la privacy.

## Controversie
Alcuni dicono che Ghostery Inc. abba svolto un ruolo duplice nell'industria della pubblicità online. È vero che Ghostery raccoglieva informazioni personali dai siti bloccati, ma permetteva all'utente di disabilitarne la raccolta. Se abilitata, Ghostery inviava le informazioni raccolte agli inserzionisti per permettere loro di formulare meglio gli annunci per evitare il blocco da parte di Ghostery. Anche se Ghostery sosteneva che i dati fossero anonimi, le statistiche di visita delle pagine web non erano anonime. Non tutti vedevano il modello Business di Evidon come libero da conflitti di interesse. Evidon ha avuto un incentivo finanziario per incoraggiare l'adozione del programma e scoraggiare alternative come Do Not Track o il blocco dei cookie, nonché per mantenere relazioni positive con società di pubblicità intrusive. Tutto questo è cambiato dopo che Cliqz GmbH ha acquistato Ghostery nel febbraio 2017.

## Modello Business
La società che possiede Ghostery svolge un doppio ruolo nell'industria della pubblicità online. Ghostery impedisce alle aziende di marketing di raccogliere le informazioni degli utenti, ma fa soldi vendendo le visite di chi ha visitato il sito con Ghostery, bloccando e pubblicizzando statistiche alle società a livello mondiale, incluse le aziende che sono attivamente impegnate nella raccolta di informazioni utente per mirare annunci e altri messaggi di marketing ai consumatori.
I clienti includono gruppi pubblicitari come Better Business Bureau, l'Associazione diretta di marketing (Direct Marketing Association) e parti della Digital Advertising Alliance (DAA). Queste agenzie utilizzano quindi tali rapporti per monitorare il comportamento degli inserzionisti online e, se necessario, riferirli alla Commissione commerciale federale. Ghostery offre i dati anche a studenti universitari, ricercatori e giornalisti per sostenere il loro lavoro.
Secondo alcuni giornalisti Ghostery è poco trasparente nel modo in cui raccoglie dati da parte degli utenti o di quali dati vengono utilizzati. Altri giornalisti hanno sostenuto che Ghostery vende i dati degli utenti agli inserzionisti per fare pubblicità mirata. Ghostery, Inc. nega questo, affermando che Ghostery non raccoglie informazioni che potrebbero essere utilizzate per identificare gli utenti o per specificare gli annunci in modo specifico a singoli utenti.  Per sostenere e confermare la loro affermazione, l'azienda ha reso disponibile il codice sorgente per la revisione nel 2010, ma dopo il 2010 non sono stati rilasciati ulteriori sorgenti.
Nel 22 febbraio del 2016, Ghostery, Inc. ha rilasciato una nuova licenza EULA per l'estensione browser di Ghostery, come prodotto proprietario a sorgente chiusa, mentre nel 2018 l'estensione è stata rilasciata come open source sotto licenza MPL 2.0.